# 柬埔寨國家奧林匹克委員會
柬埔寨國家奧林匹克委員會是柬埔寨的國家奧林匹克委員會。該組織成立於1983年，是國際奧委會和亞洲奧林匹克理事會的成員。1996年，他們首次以柬埔寨的名義參加在美國洛杉磯舉行的夏季奧運會。而在之前，該國是以高棉為名參加奧運會，但隨著赤柬政權在1975年建政，該政府決定退出國際奧委會。直至1983年，柬埔寨政權立國後，他們才重新加入國際奧委會，並得以再參加奧運會。
現時，柬埔寨國家奧林匹克委員會的總部設在金邊，主席是Dr Thong Khon。

## 資料來源
1. ↑  .   [2014-01-26]. （原始内容存档于2012-04-06）.

## 外部連結
- 官方網頁 （页面存档备份，存于）